# Vada distrikt
Vada distrikt är ett distrikt i Vallentuna kommun och Stockholms län. 
Distriktet ligger i centrala delen av kommunen, nordost om Vallentuna.

## Tidigare administrativ tillhörighet
Distriktet inrättades 2016 och utgörs av socknen Vada i Vallentuna kommun.
Området motsvarar den omfattning Vada församling hade vid årsskiftet 1999/2000.